# John Clive
John Clive (nacido el 6 de enero de 1933 en Londres - 15 de octubre de 2012) fue un actor y escritor británico.
Inició su carrera actoral a los 15 años y apareció en el West End, sus trabajos en escena incluyen Absurd Person Singular, The Wizard Of Oz, Bajo el bosque lácteo, The Bandwagon At The Mermaid, The Winslow Boy, Young Woodley and Life With Father.
Sus trabajos en el cine incluyen Un trabajo en Italia, Carry On Abroad, Carry On Dick, The Pink Panther Strikes Again, La naranja mecánica, y Yellow Submarine (como la voz de John Lennon). Sus apariciones en televisión incluye Robert's Robots, Rising Damp, The Dick Emery Show, The Perils of Pendragon, The Sweeney, Great Expectations y The History of Mr Polly.
Otros trabajos notables incluyen The Magnet (comedia cinematográfica de Ealing Studios, acreditado como Clive Kendall), The Wednesday Play (episodio: Wear A Very Big Hat), The Nesbittt's Are Coming, Lady Windermere's Fan, One Way Out, The Young Indiana Jones Chronicles y The Ten Percenters.
A fines de los 70, él coescribió con J.D. Gilman su primera novela, "KG 200" la cual se convirtió en un superventas mundial. Después de este libro escribió otro superventas #1, "Broken Wings", también escribió "The Last Liberator", "Barossa", "Ark" y "The Lions Cage".

## Filmografía
- The Mini-Affair (1967)
- Smashing Time (1967)
- Yellow Submarine (1968)
- Un trabajo en Italia (1969)
- A Nice Girl Like Me (1969)
- La naranja mecánica (1971)
- Four Dimensions of Greta (1972)
- Straight on Till Morning (1972)
- Go for a Take (1972)
- Carry On Abroad (1972)
- Tiffany Jones (1973)
- Queen Kong (1976)
- The Pink Panther Strikes Again (1976)
- Hardcore (1977)
- Rosie Dixon - Night Nurse (1978)
- Let's Get Laid (1978)
- Revenge of the Pink Panther  (1978)
- No Longer Alone (1978)